# Never Mind the Buzzcocks
Never Mind the Buzzcocks – brytyjski program telewizyjny typu panel show. Jego premiera odbyła się w 1996 roku na stacji telewizyjnej BBC Two. Rhod Gilbert był gospodarzem 28. serii, która miała średnio 1,1 miliona widzów (widownia spadła w porównaniu z 2013 rokiem). W 2021 roku program powrócił w stacji Sky Max.

## Nagrody i nominacje
| Rok  | Nagroda                               | Kategoria                                   | Wynik     |
| ---- | ------------------------------------- | ------------------------------------------- | --------- |
| 2007 | Royal Television Society              | Prime Suspect Entertainment (Simon Amstell) | Wygrana   |
| 2007 | British Comedy Award                  | Best Comedy Entertainment Programme         | Wygrana   |
| 2008 | Nagroda Brytyjskiej Akademii Filmowej | Entertainment Performance (Simon Amstell)   | Nominacja |
| 2008 | British Comedy Award                  | Best Comedy Panel Show                      | Nominacja |